# Pteralopex anceps
Pteralopex anceps é uma espécie de morcego da família Pteropodidae. Pode ser encontrada nas ilhas de Bougainville (Papua-Nova Guiné) e Choiseul (Ilhas Salomão).